# تروکازو تاناکا
تروکازو تاناکا (انگلیسی: Terukazu Tanaka؛ زادهٔ ۱۴ ژوئیهٔ ۱۹۸۵) بازیکن فوتبال اهل ژاپن است.
از باشگاه‌هایی که در آن بازی کرده‌است می‌توان به باشگاه فوتبال ساگان توسو و رئال سالت لیک اشاره کرد.